# Hosjö distrikt
Hosjö distrikt är ett distrikt i Falu kommun och Dalarnas län. Distriktet ligger omkring den östra delen av tätorten Falun (stadsdelen Hosjö) i östra Dalarna. 

## Tidigare administrativ tillhörighet
Distriktet inrättades 2016 och utgörs av en del av området Falu stad omfattade till 1971, en del av området som före 1967 utgjorde  Vika socken.
Området motsvarar den omfattning Hosjö församling hade 1999/2000 sedan medeltida utbrytning ur Vika församling.

## Tätorter och småorter
I Hosjö distrikt finns en tätort och en småort.

### Tätorter
- Falun (del av)

### Småorter
- Stensarvet (del av)